# 9055 Edvardsson
9055 Edvardsson è un asteroide della fascia principale. Scoperto nel 1992, presenta un'orbita caratterizzata da un semiasse maggiore pari a 2,8024902 UA e da un'eccentricità di 0,2793134, inclinata di 7,80709° rispetto all'eclittica.